# Acclamatie (politiek)
Een acclamatie is in een vergadering of bij een verkiezing de vorm van bevestiging waarbij men met algemene stemmen door middel van applaus, gejuich of andere waarderende kreten instemming betuigt. Er vindt in dat geval geen stemming plaats.
De term acclamatie komt van het Latijnse acclamare, toejuichen. Sommige Romeinse keizers werden bij acclamatio tot keizer uitgeroepen, met name de zogeheten soldatenkeizers. Vanuit het toejuichen ter bevestiging ontwikkelde zich in de christelijke liturgie de liturgische acclamatie.